# ジ・オリジン・オブ・ラヴ
『ジ・オリジン・オブ・ラヴ』（The Origin of Love）は、2012年にリリースされたミーカの3枚目のスタジオ・アルバムである。

## 収録曲
1. オリジン・オブ・ラヴ - Origin Of Love
2. ローラ - Lola
3. スターダスト - Stardust
4. メイク・ユー・ハッピー - Make You Happy
5. アンダーウォーター - Underwater
6. オーヴァーレイテッド - Overrated
7. キッズ - Kids
8. ラヴ・ユー・ホエン・アイム・ドランク - Love You When I’m Drunk
9. ステップ・ウィズ・ミー - Step With Me
10. ポピュラー・ソング - Popular Song
11. エミリー - Emily
12. ヒーローズ - Heroes
13. セレブレイト feat.ファレル・ウィリアムス - Celebrate feat. Pharrell
14. メイク・ユー・ハッピー（マイアミ・エディット） - Make You Happy (Miami Edit)
15. エル・ム・ディ - Elle Me Dit
16. タ・ダー - Ta Dah
17. セレブレイト（アコースティック・ヴァージョン） - Celebrate (Acoustic Version)